# Гесдорф
Гесдорф (нім. Heßdorf) — громада в Німеччині, розташована в землі Баварія. Підпорядковується адміністративному округу Середня Франконія. Входить до складу району Ерланген-Гехштадт. Центр об'єднання громад Гесдорф.
Площа — 24,79 км2. Населення становить 3597 ос. (станом на 31 грудня 2020).